# Wormkruidbij
De wormkruidbij (Colletes daviesanus) is een vliesvleugelig insect uit de familie Colletidae. De wetenschappelijke naam van de soort is gepubliceerd in 1846 door Smith.